# Оптимизация сайта под социальные сети
Оптимизация сайта под социальные сети (англ. Social media optimization, SMO) — комплекс мер, направленных на привлечение на сайт посетителей из социальных медиа: блогов, социальных сетей и т.п. Появление термина SMO принято связывать с публикацией Рохита Бхаргавы (Rohit Bhargava), в которой автор сформулировал 5 правил SMO:
1. Повышать ссылочную популярность — делать такие сайты и выкладывать такой контент, на который будут ссылаться. Сюда входит создание и ведение отдельного блога по материалам и тематике существующего сайта, или даже сбор существующих материалов по теме в удобном для пользователей формате.
2. Упростить добавление контента с сайта в социальные сети, закладки, RSS-агрегаторы и т. п.
3. Привлекать входящие ссылки (ссылки на веб-сайт со сторонних ресурсов), поощрять тех, кто ссылается.
4. Обеспечить экспорт и распространение контента. Со ссылками на источник. При наличии аудио и видеофайлов, стоит их добавить с описанием на другие специализированные сайты, это привлечёт посетителей на сайт.
5. Поощрять создание сервисов, использующих наш контент, — mashup’ов. В современном мире, где большие обороты набирает совместное творчество, важно быть открытым и разрешать другим пользователям использовать контент своего сайта.

Продолжение не заставило себя долго ждать — появились 6-й, 7-й, 8-й… 16-й советы от других блогеров. Если первые 5 больше относились к техническим моментам, то в остальных советах блогеры стали описывать поведение человека, продвигающего ресурс.
SМО — это один из двух методов оптимизации веб-сайтов, другой — это поисковая оптимизация или SEO. SMO — это ещё и возможность соединить контент из социальных сетей с контентом самого сайта — встроить комментарии, виджеты сообществ, формы для голосования и многое другое.

## В чем отличие SMO отSEO
Оптимизация для социальных сетей (SMO) — это то же самое, что и поисковая оптимизация (SEO), но она направлена не на поисковые системы, а на социальные сети и блоги для привлечения оттуда трафика на сайт или формирования сообщества интересов внутри социальный ресурс
При этом задача оптимизатора меняется с оптимизации для поисковых систем на оптимизацию для людей, включая создание интересного, «вирусного» контента.
Еще одним отличием SEO от SMO является эффективность действий, поскольку в видеосервисе YouTube среднее количество просмотров обычного видео на английском языке старше полугода составляет 10-12 тысяч просмотров, но проблема в том, что добиться такой же суммы с помощью SEO сложнее, чем это возможно для SMO-специалистов, которые пытаются запустить сарафанное радио, начав продвигать видео в блогах и социальных сетях, поэтому зачастую это делается с помощью специальных сервисов.
SMO пока не так распространено, как SEO, специалистов в этой отрасли меньше, а значит и плата за их услуги выше.

## В чем отличие SMO от SMM
- SMO предполагает проведение работ по оптимизации только в пределах собственного сайта. SMM же — это привлечение в целях продвижения сторонних интернет-ресурсов.
- Главная цель SMO — улучшение контента сайта, контакт с посетителями с целью их привлечения и удержания. SMM же ориентировано на продвижение самого сайта, предлагаемых товаров и услуг.

## Принципы оптимизации (SMO)
1. Написание легко читаемого и красочно иллюстрированного контента.
2. Создание постоянной аудитории проекта: общение с комментаторами, публикация текстов, подразумевающих дискуссии в комментариях.
3. Публикация ссылок на контент других сайтов по тематике, что даёт возможность влиться в круг тематических проектов.
4. Перелинковка статей между собой.
5. Устранение ненужных элементов интерфейса сайта: лишних ссылок, редко используемых блоков.
6. Установка на самые видимые места сайта полезных элементов: подписка на сайт, блок самых популярных статей, ссылка на комментирование с призывом «сделать это поскорее» и т. п.
7. Параллельная подача информации — рядом с основным блоком контента идёт дополнительный блок с анонсами статей, ссылками на рекомендуемые заметки и другим. В случае, если основной контент не вызвал интерес, читатель переходит на анонсируемые статьи.
8. Установка плагинов и виджетов для взаимодействия сайта с комментаторами и читателями, таких, как «голосование», «рекомендация другу», «лучшие комментаторы».
9. Интеграция с социальными сетями: установка кнопок like («мне нравится»), виджетов групп проекта в соцсетях, плагинов комментариев и авторизации через социальную сеть.

## Нетрадиционные виды SMO
Особый вид SMO — использование репутационных сервисов.
Репутационные сервисы — это сайты и порталы, позволяющие не только размещать контент или ссылку на ваш сайт, но и заставлять пользователей ресурса обсуждать этот сайт, оценивать его, оставляя о нем критические отзывы, то есть создавать определенную репутацию для этого сайта. Связь таких сервисов с социальными сетями (возможность пользователей публиковать ссылки на страницы авторитетного ресурса на своей личной странице в социальной сети) повышает эффективность популярности ссылок этого вида SMO-продвижения.
Отзывы на сторонних ресурсах важны для владельцев сайтов в связи с тем, что в этом случае сложно манипулировать общественным мнением. Поэтому подобные отзывы рассматриваются не как рекламная информация, а как независимое мнение пользователей портала.
Еще одним важным аспектом SMO-продвижения в данном случае является возможность владельца сайта отвечать на отзывы, оставленные на его ресурсе. Такая возможность доступна не всем (такой шаг может привести к увеличению количества случаев так называемого черного пиара) – только компаниям, получившим право на подписку, а значит, согласовавшим свои данные с администрацией портала. Это делается, прежде всего, в интересах самих компаний, ведь от реакции компании на проверку зависит степень авторитета, который эта компания вызовет у последующих посетителей портала, то есть репутация самой компании.

## Критерии сайта на продвижение в социальных медиа
1. Уникальный оригинальный контент.
2. Регулярное обновление контента (два-три раза в неделю).
3. Тематичность контента.
4. Размер публикации не менее 5 абзацев.
5. Контент — повод для беседы, а не энциклопедическое знание.
6. Умение автора писать под веб.

## Принципы продвижения (SMO)
1. Станьте своим в сообществе. Публикуйте полезную участникам информацию не только со своих сайтов.
2. Не можете стать своим в чужом сообществе — создайте своё по вашей тематике.
3. Ваша информация должна быть интересной даже тогда, когда это рекламная информация.
4. Если вы опубликуете противоречивую информацию, то у вас появятся как сторонники, так и противники.
5. Целевая аудитория не заканчивается в блогах и сообществах — привлекайте её из любых источников, в том числе поисковиков и рекламы, и давайте «съесть» landing page своего проекта.

## Способы оптимизации сайта (SMO)
Необходимость социальной оптимизации заключается в том, чтобы:
- как можно прочнее связать сайт с общественными ресурсами;
- объединить сообщества из разных социальных сетей между собой;
- повысить удобство сайта для входящего и исходящего социального трафика.

Инструменты для создания социальной оптимизации:

###### 1. Кнопки социальных сетей
Существует множество кнопок, которые индивидуальны для каждой социальной сети. Они дают как возможность оценить контент сайта, поделиться им в социальных сетях, так и подписаться на последующее обновление контента ресурса.

###### 2. Социальные виджеты для сайтов
- Виджет сообщества – инструмент интернет-рекламы, отображается на сайте обособленным блоком, включающим ключевые характеристики группы (название, число подписчиков и т.д.)
- Виджет новостей – инструмент, показывающий отдельные записи или ленту новостей группы
- Виджет комментариев – социальный блок, позволяющий комментировать контент незарегистрированным на сайте пользователям.
- Виджет публикации в ленту – программный блок, с помощью которого посетитель со страницы сайта может отправить сообщение (заметку или комментарий) прямиком в новостную ленту социального представительства.
- Виджет опроса, голосования – блок, который позволяет выявить истинные интересы и мнения целевой аудитории.

###### 3. Вставка социального контента на сайт
Помимо виджетов и кнопок рекомендуется использовать социальный контент, например: видео, подкасты, картинки с нужными ссылками, анонсы новостей, снабжённые ссылками,  хештеги и т.п.

###### 4. Инструменты для разработчиков
Возможности программного интерфейса API позволяют создавать уникальные приложения, виджеты, информационные и функциональные блоки, а также в удалённом режиме производить различные операции с контентом.

## Причины неудач продвижения сайтов в сообществах
1. Расхождение тематики сообщения и самого сообщества.
2. Назойливый пиар своего сайта.
3. Часто обновляемый контент.
4. Ваше сообщение написано не в том формате, который сложился для данного сообщества.
5. Публикация информации в неподходящее время.
6. Неинтересный контент.
7. Неправильный выбор целевой аудитории.
8. Игнорирование принципов скрытого маркетинга.

## Отличие SMM от спама и как не попасть в разряд спамеров
1. Разница между SMM (social media marketing) и спамом в блоги и форумы аналогична различию между direct mail’ом и почтовым спамом.
2. Продвижение в социальных медиа — это не публикация подряд в социальные сети, закладки и Livejournal.
3. Правильное продвижение подразумевает под собой интересный свежий авторский материал, заинтересованность автора поддержать дискуссию на своём сайте и на том, где материал проанонсировали.
4. Тексты в разные сообщества должны звучать адресно, быть написаны именно для этого сообщества, а не для всех по одному шаблону.
5. Задача SMM-специалиста — работать для сообщества, в большей степени отдавать ему полезную информацию, а не только продвигать свой ресурс.